# Волковиський повіт (Велике князівство Литовське)
Волковиський повіт (пол. Powiat wołkowyski, біл. Ваўкавыскі павет) — історична адміністративно-територіальна одиниця Новогрудського воєводства Великого князівства Литовського (від 1559 — у складі Речі Посполитої). Центр повіту — місто Волковиськ.
Площа повіту становила близько 4000 км²

## Історичні відомості
У 1793 р. після приєднання території до Російської імперії під час другого поділу Речі Посполитої, повіт був ліквідований, територія була включена до Слонімського намісництва. 

## Населення
У середині XVII століття в повіті налічувалося 10118 селянських господарства, а населення становило 80944 осіб (10118 «дима»).